# 成长的烦恼
《成长的烦恼》（英語：Growing Pains）是一部由美国ABC拍摄的情景喜剧。这部剧在美国从1985年9月24日开始播出，到1992年4月25日结束，共播出7季166集。曾在台灣中華電視公司及中国大陆的上海电视台海外影视栏目从1990年一直播到1994年中播出。
这部剧是中国较早引进的国外情景喜剧，片中麦克开朗调皮的形象为广大观众所喜爱。而剧中西维尔医生对子女采取啟發式教育的方式，也让观众得到启示。

## 剧情梗概
该剧主要讲述住在纽约长岛的西维尔一家(The Seaver's)的日常生活故事。心理医生杰森·西维尔（艾伦·锡克）为了支持他的妻子，玛姬·马龙·西维尔（乔安娜·克恩斯）重新回到记者岗位，决定将心理诊所开在家里。因此杰森不得不照看三个孩子：捣蛋鬼迈克（柯克·卡梅隆）、优等生开萝尔（特蕾茜·格尔德）和机灵鬼本（杰瑞米·米勒）。从1988年开始，克瑞斯·西维尔加入了这个欢乐的家庭。婴儿时期的小克瑞斯由双胞胎克莉丝汀和凯西·杜灵轮流演出。到了1990年的秋季，由阿什丽·约翰逊开始扮演年龄设定为6岁的克瑞斯。后来，卢克·鲍尔（莱昂纳多·迪卡普里奥）作为养子也成为家庭成员。

## 演員陣容

### 主要演员表
| 演员                                    | 角色                                                                               | 角色简介                                               |
| 艾伦·锡克 (Alan Thicke)                 | 杰森·罗兰·西维尔 (Jason Roland Seaver)                                             | 父亲。心理医生。对家人感情很好，对子女用启发式的教育。 |
| 乔安娜·克恩斯 (Joanna Kerns)            | 马格丽特·凯瑟琳·马龙·西维尔 (Margaret 'Maggie' Katherine Malone Seaver)            | 母亲。新闻工作者。                                     |
| 柯克·卡梅隆 (Kirk Cameron)              | 迈克尔·艾伦·西维尔 (Michael 'Mike' Aaron Seaver)                                   | 长子。对未来怀有梦想，却经常把事情搞砸，对读书不在行   |
| 特蕾茜·格尔德 (Tracey Gold)             | 卡萝尔·安妮·西维尔 (Carol Anne Seaver)                                             | 长女。读书很好，却经常出现冒傻气的想法，有点书呆子气。 |
| 杰瑞米·米勒 (Jeremy Miller)             | 本杰明·休伯特·霍雷肖·汉弗莱·西维尔 (Benjamin 'Ben' Hubert Horatio Hunphrey Seaver) | 次子。稚嫩却古灵精怪                                   |
| 阿什丽·约翰逊 (Ashley Johnson)          | 克里斯廷·埃伦·西维尔 (Christine 'Chrissy' Ellen Seaver)                            | 最小的女儿。                                           |
| 莱昂纳多·迪卡普里奥 (Leonardo DiCaprio) | 卢克·鲍尔 (Luke Brower)                                                            | 养子。                                                 |

### 经常出现的次要演员
- 乔舒·安德鲁·科宁 饰 迈克的朋友博纳，后参加海军陆战队
- K.C.马特尔 饰 迈克的朋友艾迪
- 珍·鮑威尔 饰 奶奶爱玛·西维尔
- 戈尔等·加普 饰 外公爱德·马龙
- 贝蒂·迈克格尔 饰 外婆凯特·马龙
- 切尔西·纳宝 饰 迈克的女友凯特·麦当娜
- 詹姆·阿伯特 饰 斯丁可·苏利文
- 朱莉·麦克库鲁夫 饰 迈克的前女友朱莉·卡斯特罗
- 比尔·柯齐保尔 饰 教练格曼·卢博克
- 山姆·安德尔森 饰 中学校长威尔士·杜威

## 主题歌和各种片头

### 主题歌
主题歌是由约翰·贝蒂斯所做的《As Long As We Got Each Other》

B.J. Thomas (独唱); 第1季

B.J. Thomas & 珍妮佛·華恩絲; 第2、3、5、7季

B.J. Thomas & 達斯蒂·斯普林菲爾德; 第4季

Rockapella: 第6季和第7季的几集
一共有七种版本的的主题歌，其中包括用于1990年万圣节特集的万圣节版本。在前三集中，在主题歌的尾部使用了演奏版本，而在第四季则在这一部分加入了唱词"Sharing the laughter and love"。

### 各种片头
第1季的片头是一系列主要演员的生活照，从黑白照片到彩色照片。
从第2季到第5季片头和演职员表是结合在一起的。首先是西维尔一家在房前准备拍摄全家福，接下来依次切入每位家庭成员各个年龄段的生活照，或者是电视剧剪辑。艾伦·锡克乔安娜·克恩斯的部分还包括成年的照片。从1986年到1990年，每集片头都是由“屋子玩笑”结尾的。第4季中的“屋子玩笑”每集都不都一样的。标准的“屋子玩笑”就是大家站在屋前拍全家福，除了一个人以外，其他成员都会首先离开完房子走去，表示全家福已经拍完，接下来最后的成员才小跑着加入其他的成员。这种视觉笑话与《辛普森一家》的“沙发玩笑”很相似。大多数“屋子玩笑”只持续十秒钟，但最长的可持续二十秒。
具体的“屋子玩笑”包括：
- 杰森先于其他成员离开，但接着停住再转身，其他成员两秒后离开。（这个固定的开头从1986年到1987年）
- 在第4季名叫《小西维尔的诞生》的一集中，克瑞斯诞生了。片头开始没有什么不同，只是在结尾部分，孕妇玛姬意识到自己要临产了，并且马上通知家人，其他成员迅速回来，将玛姬护送回屋里。
- 紧接着的一集，在片头结尾部分开萝尔用一个写着“是个女孩儿”的牌子挡住了迈克的脸。
- 除了开萝尔每个人都往回走，当发现了之后，迈克、本和杰森立即转身回来把开萝尔抬回了家。
- 除了迈克每个人都往回走，紧接着开萝尔很生气地转身回来，敲敲迈克的肩膀做手势对迈克说了句话，然后一起回到屋里。
- 全家人一起穿着雨衣和举着雨伞站在雨中，然后一起回到屋里。
- 除了本每个人都往回走，当迈克意识到了就回来对本说了句悄悄话，然后一起回到了屋里。